# アクイレイアの遺跡地域と総大司教座聖堂のバシリカ
アクイレイアの遺跡地域と総大司教座聖堂のバシリカ（アクイレイアのいせきちいきとそうだいしきょうざせいどうのバシリカ）は、イタリア北東部のアクイレイアにあるユネスコの世界遺産（文化遺産）。古代ローマ時代の遺跡 (fr:Zone archéologique d'Aquilée) と、中世にこの地方のキリスト教社会の中心であった大聖堂（バシリカ） (fr:Basilique patriarcale d'Aquilée) からなる。

## アクイレイアの遺跡地域
アクイレイアの町は、紀元前181年に建設された古代ローマの植民都市に起源を持つ。当時はアドリア海が現在よりも内陸に入り込んでおり、この都市は海のほとりに位置していた。帝政期の1世紀から4世紀にかけて、アクイレイアは交易都市として繁栄し、最盛期には10万人を超える人口を擁して世界有数の都市と謳われた。しかし5世紀以降、西ゴート族やフン族などの侵攻を受けてたびたび破壊され、再建のたびに都市は規模を縮小していった。
古代都市アクイレイアの遺跡は、何世紀にもわたって「採石場」として使われ、石材は持ち去られた。このため地上には古代ローマ時代の建造物は一つも残っていない。発掘により一筋の街路と、市壁の北西部が発見された。市内の国立考古学博物館には、2000点以上の碑文、像、その他地元で生産されたガラスなどの遺物や、貨幣などが収蔵されている。発掘調査はまだ終わっておらず、その全貌は明らかではないが、古代ローマ最大の都市ではないかとされている。

## アクイレイア大聖堂
中世、アクイレイアはこの地方の中心都市としての地位を保ち続けた。553年にアクイレイア大司教は総大司教に昇格している。アクイレイア総大司教は、分裂や移転などの曲折を経ながらも高い宗教的権威を得、現在のイタリア北東部に広大なアクイレイア大司教領 (Patriarchate of Aquileia (state)) を所有していた。世俗の領土は1445年にヴェネツィア共和国によって没収されたが、アクイレイア総大司教は1751年に正式に廃止されるまで続いた。
総大司教の座所として建設されたのが総大司教座聖堂である。現在のアクイレイア大聖堂は1031年、総大司教ポッポ（ポッポーネ） (Poppo of Treffen) によって、もとの聖堂跡地に再建されたものである。その後、1379年ごろに総大司教マルカド (Marquard of Randeck) によってゴシック様式に改修された。
大聖堂は、陸屋根を持つバシリカ式聖堂である。ロマネスク様式とゴシック様式のファサードは、柱廊玄関で、「異教徒の聖堂」（Church of the Pagans）や5世紀の洗礼堂の遺跡と繋がっている。内部は1つの身廊と2つの側廊からなり、4世紀以来のモザイク模様の敷石が目を惹く。天井は1526年の木造である。後陣の区画にある聖ペトロ礼拝堂（4世紀）、後陣それ自体（11世紀）、クリプト（12世紀）などで、様々な時代のフレスコ画も見る事ができる。クリプトは「フレスコ画のクリプト」とも呼ばれ、アクイレイアにおけるキリスト教共同体の起源や、アクイレイア初代主教ヘルマゴラス（St. Hermagoras）の物語が、ぐるっと取り巻くように描かれている。
外部には、9世紀の鐘楼と後陣の後ろ側に、第一次世界大戦で亡くなった10人の無名戦士の墓がたっている。

### 「総大司教」「総主教」の訳語について
「総主教」は正教会における"Patriarch"の訳語であり、「総大司教」はカトリック教会における"Patriarch"の訳語である。
アクイレイアの"Patriarch"はローマ教皇を中心としていた西方教会に属してきたため、本項では「総大司教」の訳語を採用している。ただし、関連する書籍には「アクイレイアの遺跡地域と総主教座聖堂のバシリカ」などの表記を採用しているものもある。

## 登録基準
この世界遺産は世界遺産登録基準のうち、以下の条件を満たし、登録された（以下の基準は世界遺産センター公表の登録基準からの翻訳、引用である）。
- (3) 現存するまたは消滅した文化的伝統または文明の、唯一のまたは少なくとも稀な証拠。
- (4) 人類の歴史上重要な時代を例証する建築様式、建築物群、技術の集積または景観の優れた例。
- (6) 顕著で普遍的な意義を有する出来事、現存する伝統、思想、信仰または芸術的、文学的作品と直接にまたは明白に関連するもの（この基準は他の基準と組み合わせて用いるのが望ましいと世界遺産委員会は考えている）。

基準(3)と(4)の適用は古代遺跡の持つ考古学的重要性が評価されたものである。基準(6)の適用は、中世初期におけるキリスト教の中央ヨーロッパへの拡大にアクイレイア大聖堂が大きく寄与した点が評価されたものである。